# Ênfase (falácia)
Ênfase é uma falácia que consiste em acentuar uma palavra para sugerir o contrário.

## Exemplos
- A ex-namorada, procurando vingar-se do capitão, escreveu no jornal: "Hoje, o capitão estava sóbrio".
  - Essa frase sugere com a palavra "hoje" separada por vírgula do resto da afirmação que o capitão é um alcoolista, uma vez que somente no referido dia ele se encontrava sóbrio.